# El curioso caso de Benjamin Button
El curioso caso de Benjamin Button es un relato escrito por el autor estadounidense F. Scott Fitzgerald publicado por primera vez en la revista Collier's el 27 de mayo de 1922. Posteriormente fue publicado dentro del libro antología Tales of the Jazz Age. Los derechos de este relato pertenecieron al productor estadounidense Ray Stark hasta su muerte en 2004.
Fitzgerald se inspiró en un comentario de Mark Twain. Benjamin Button nace con una extraña enfermedad, que provocaba que naciera con 80 años y fuera rejuveneciendo con el paso de los años. Una afección que existe en la realidad bajo el nombre de progeria o síndrome de Hutchinson-Gilford. 
En 2008 se realizó la adaptación al cine, que fue dirigida por David Fincher, con guion de Eric Roth y protagonizada por Brad Pitt y Cate Blanchett. El guion difiere bastante de la historia original, y solo coincide en el título, el nombre de Benjamin y algunos aspectos del proceso de rejuvenecimiento.
Aunque, en un principio, es una historia para adultos, con motivo de la adaptación cinematográfica de 2008 de la novela, se publicó un cómic que fue una adaptación mucho más fiel del libro de lo que lo fue la película que resulta más accesible para aquellos que no se atreven con el formato original.
Debido a las leyes de derechos de autor en Estados Unidos, el relato pasó a pertenecer al dominio público en 2010.
En 2023 el músico español José Riaza abre su álbum "Tribulaciones del éxito relativo" con una canción homenaje al personaje de Benjamin Button.